# 永美ハルオ
永美 ハルオ（ながみ はるお、1933年11月26日 - 2024年9月30日）は日本の漫画家、イラストレーター。永見 ハルオ、永美 はるお名義の作品もある。本名は堀ノ内史旺（ほりのうち・ふみお）。

## 概要
東京生まれ。東京都立第一商業高等学校を経て、1957年、中央大学経済学部卒業。1966年に漫画家デビュー。日本漫画家協会会員。
講談社ブルーバックスなどのイラストで知られる。
2024年9月30日、死去。90歳没。

## イラスト担当
- 少年クイズマガジン 依田明 指導,吉田紀一郎 出題,永美ハルオ イラスト 講談社  1970
- ふしぎ科学パズル 都筑卓司 著,永美ハルオ 絵 講談社  1970(マガジン・ブックス)
- ふしぎなエンジン : 永久運動のひみつ 遠藤一夫 作,永美ハルオ 絵 岩崎書店  1987(知識の絵本)
- 日本史有名人の臨終図鑑 篠田達明 (著),永美ハルオ (イラスト) 新人物往来社、2009/12/22